# Baiba Rivža
Baiba Rivža (ur. 1 grudnia 1949 w Windawie) – łotewska ekonomistka, wykładowczyni akademicka i polityk, profesor, posłanka na Sejm, w latach 2006–2007 minister oświaty i nauki.

## Życiorys
W 1973 ukończyła studia ekonomiczne na Łotewskiej Akademii Rolniczej, w 1976 podjęła pracę na tej uczelni (przekształconej później w Łotewski Uniwersytet Rolniczy w Jełgawie). Uzyskiwała na macierzystej akademii kolejne stopnie naukowe w dziedzinie ekonomii – kandydata nauk (1977, odpowiednika doktora) i doktora (1990, odpowiednika doktora habilitowanego). W pierwszej połowie lat 90. została profesorem Łotewskiego Uniwersytetu Rolniczego. Pełniła też funkcję dziekana wydziału ekonomicznego.
Członek korespondent (1995) i członek zwyczajny (1999) Łotewskiej Akademii Nauk. Wybrana na prezesa Łotewskiej Akademii Nauk Rolniczych i Leśnych. W latach 1996–2006 przewodniczyła łotewskiej radzie szkolnictwa wyższego. W pracy badawczej zajęła się m.in. problematyką wspólnej polityki rolnej i rozwoju obszarów wiejskich.
Od kwietnia 2006 do grudnia 2007 z rekomendacji Łotewskiego Związku Rolników sprawowała urząd ministra oświaty i nauki w dwóch rządach Aigarsa Kalvītisa. W międzyczasie w 2006 uzyskała mandat posłanki na Sejm IX kadencji, która zakończyła się w 2010.

## Odznaczenia
- Order Trzech Gwiazd IV klasy – 2000[1]
- Medal Rady Bałtyckiej – 2008[7]